# John Carleton
John Carleton (Wigan, 24 novembre 1955) è un ex rugbista a 15 internazionale per l'Inghilterra che nel ruolo di tre quarti ala militò per 23 stagioni nell'Orrell e rappresentò anche i British Lions in due tour.

## Biografia
Originario di Orrell, ward di Wigan oggi nella Grande Manchester, Carleton ha sempre militato nel locale club di rugby a 15, l'Orrell R.U.F.C., in cui entrò a 16 anni e in cui spese tutta la carriera fino al 1994.
A novembre 1979 esordì in Nazionale inglese contro gli All Blacks nel corso del tour neozelandese di fine anno, e a seguire fu selezionato per i British Lions che dovevano recarsi in Sudafrica nel 1980; all'epoca insegnante a Wigan, fu avvertito che la presenza in un Paese sportivamente bandito dal Regno Unito per via dell'apartheid avrebbe comportato il suo licenziamento, ma Carleton non rifiutò la convocazione e perse il lavoro.
Nel corso del Cinque Nazioni 1980 contribuì alla vittoria inglese con il Grande Slam con 3 mete marcate a Edimburgo contro la Scozia nell'ultimo incontro di torneo.
All'epoca fu il primo giocatore del suo club a essere convocato nei Lions.
Tre anni più tardi fu convocato nel tour dei Lions in Nuova Zelanda, e successivamente trovò lavoro presso la sede di Liverpool della Bank of Ireland.
Si ritirò dall'attività agonistica nel 1994, a 38 anni.